# Station Maaseik
Station Maaseik is een voormalig spoorwegstation aan spoorlijn 21A (Hasselt - Maaseik) in de stad Maaseik. Het station lag ten westen van de stadskern.
Eind 1959 werd het treinreizigersverkeer naar Maaseik stopgezet, in 1979 het goederenverkeer en in 1988 werd het spoor opgebroken.
0,0: Hasselt ·
1,7: Kuringen ·
4,9: Kiewit ·
9,5: Bokrijk ·
12,2: Boxbergheide ·
(15,7: Genk) ·
14,8: Winterslag ·
19,3: Zwartberg ·
21,8: Waterschei ·
22,8: As ·
28,3: Opoeteren-Dilsen ·
31,7: Rotem ·
34,3: Elen ·
39,2: Maaseik